# Políptico flamengo do Altar de Santo António (Michiel Coxie)
O Políptico flamengo do Altar de Santo António é um conjunto de quatro pinturas a óleo sobre madeira presumivelmente do artista flamengo Michiel Coxie e da sua oficina, pintadas provavelmente no período entre 1580 e 1600 para a Sé Catedral do Funchal onde foram, no século XVIII, incorporadas no Retábulo de Santo António ladeando a estátua deste Santo (no transepto) e que se encontram no presente em exposição no Museu de Arte Sacra do Funchal.
O Políptico flamengo do Altar de Santo António é constituído pelas seguintes pinturas:
- Vocação de S. Mateus,
- S. Jerónimo,
- São Lourenço,
- S. Francisco recebendo os estigmas.

S. Mateus está de pé junto da banca dos impostos quando recebe o convite de Jesus; S. Jerónimo com veste de cardeal em atitude de oração; S. Lourenço vestido como diácono tendo numa mão o instrumento do seu martírio (a grelha); S. Francisco a receber os estigmas olhando para o céu onde aparece Cristo crucificado.
O Retábulo de Santo António é do século XVIII de talha dourada e policromada barroca, tendo colunas salomónicas ornadas com folhas, flores, anjos, aves e cachos de uvas. Tem ao centro a escultura de Santo António (restaurada no início de 1995), e ainda a escultura de S. Brás (restaurada em 1994), as 4 tábuas/pinturas sobre madeira flamengas e 2 pinturas sobre tela do século XVII.
Com formação em Bruxelas e em Roma, o estilo de Coxcie mostra normalmente o academismo próprio dos romanistas nórdicos: um figurino elegante na representação feminina e uma acentuada anatomia e pose rebuscada no desenho das figuras masculinas, para além da utilização expressiva dos panejamentos. Tratando-se de obras da mesma oficina, ainda está por determinar se estas quatro pinturas se incluíram na doação régia de Filipe I à Catedral do Funchal após tomar a coroa portuguesa.

## Descrição

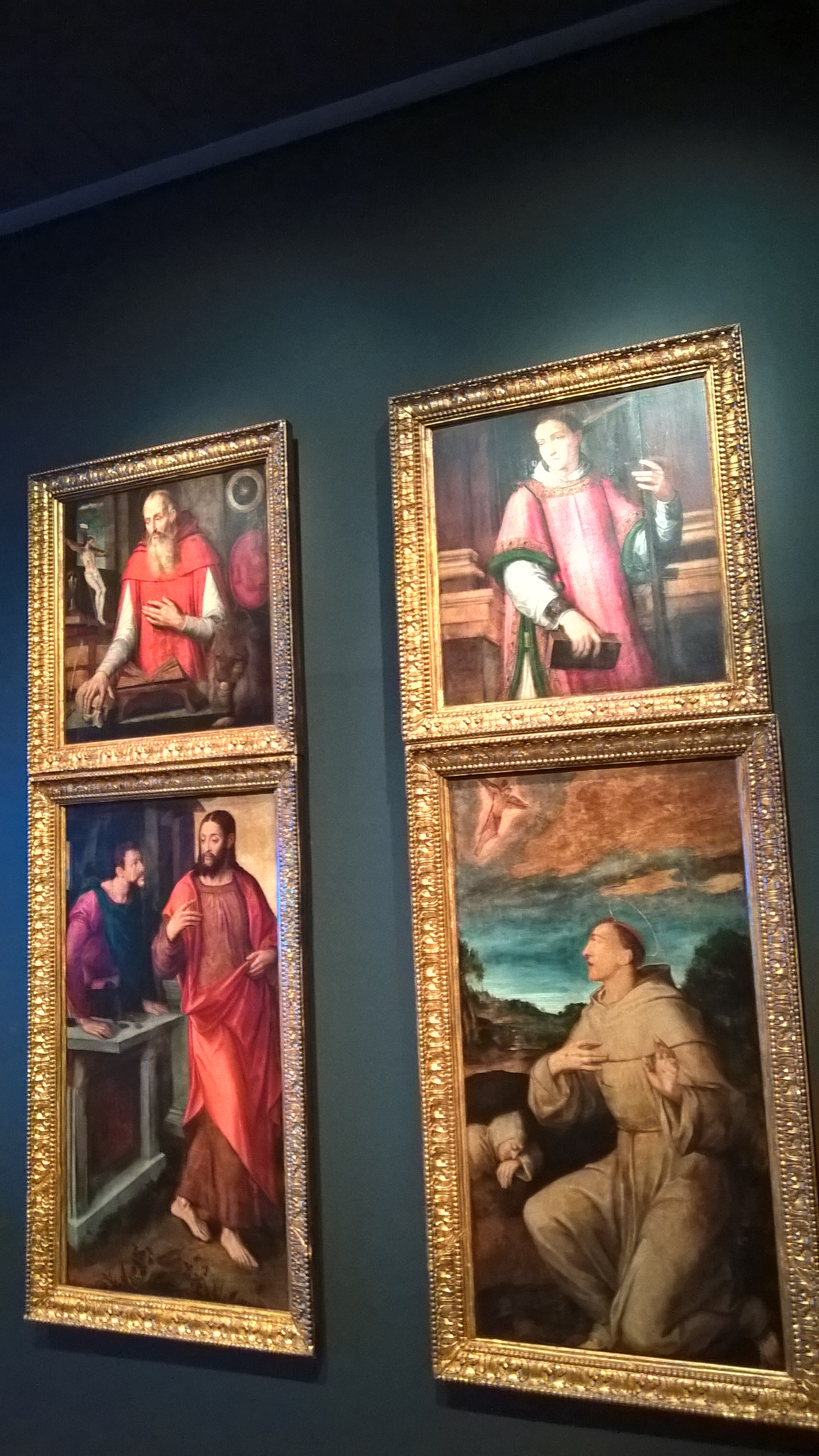
Políptico flamengo do Altar de São António da Sé Catedral do Funchal, em exposição no Museu de Arte Sacra do Funchal

Apresenta-se a descrição por ordem cronológica da vida dos Santos, o que corresponde a uma leitura em U invertido começando no canto inferior esquerdo.

### Vocação de São Mateus
A Vocação de São Mateus representa o episódio bíblico homónimo da vida do apóstolo evangelista São Mateus.
São Mateus está de pé com as mãos pousadas sobre a sua banca de cobrador de impostos enquanto olha para Jesus que é representado em movimento e que o convida a segui-lo. A figura de Jesus apresenta uma postura serpentinada e traços que recordam o Noli me tangere de Pontormo.
Para Isabel Santa Clara, os traços fisionómicos de Cristo são os usuais em Michael Coxcie e que se inspiram nos exemplos de Veronese e Tiziano. Para esta historiadora de arte, trata-se de uma composição simples mas elucidativa da ideia do chamamento de Mateus por Jesus, colocando a ênfase na relação entre as duas figuras e na dinâmica da interacção entre elas.

### São Jerónimo
A pintura São Jerónimo, com cerca de metade da dimensão da anterior, representa o teólogo e historiador São Jerónimo.
S. Jerónimo ocupa compreensivelmente o centro da pintura vestindo a capa vermelha de cardeal que domina e atrai a atenção tendo a mão esquerda ao peito, enquanto a direita repousa sobre uma caveira. O Santo, que tem à sua frente uma mesa sobre a qual está um livro numa estante de leitura, apresenta um semblante meditativo que se insere no ambiente de recolhimento do scriptorium. Para lá da caveira vê-se uma ampulheta sobre um conjunto de livros, enquanto do outro lado, de cima para baixo, estão um relógio de pesos, e os usuais atributos, o chapéu cardinalício e o leão. A presença de um relógio, este com um mostrador de ouro sobre fundo azul, é frequente na representações de São Jerónimo, que com a ampulheta e a caveira aludem à vanitas cara aos humanistas, de que São Jerónimo é considerado padroeiro. Ao fundo, enquadrado por uma janela, vê-se ainda um crucifixo.
Para Isabel Santa Clara, a composição é simples e compacta centrando-se na figura do Santo e apenas a janela em fundo alarga o espaço em profundidade. A figura é projectada no sentido do espectador pela mão sobre a caveira, num movimento que segue o São Jerónimo de Dürer, mas sem o olhar dirigido ao exterior.

### São Lourenço

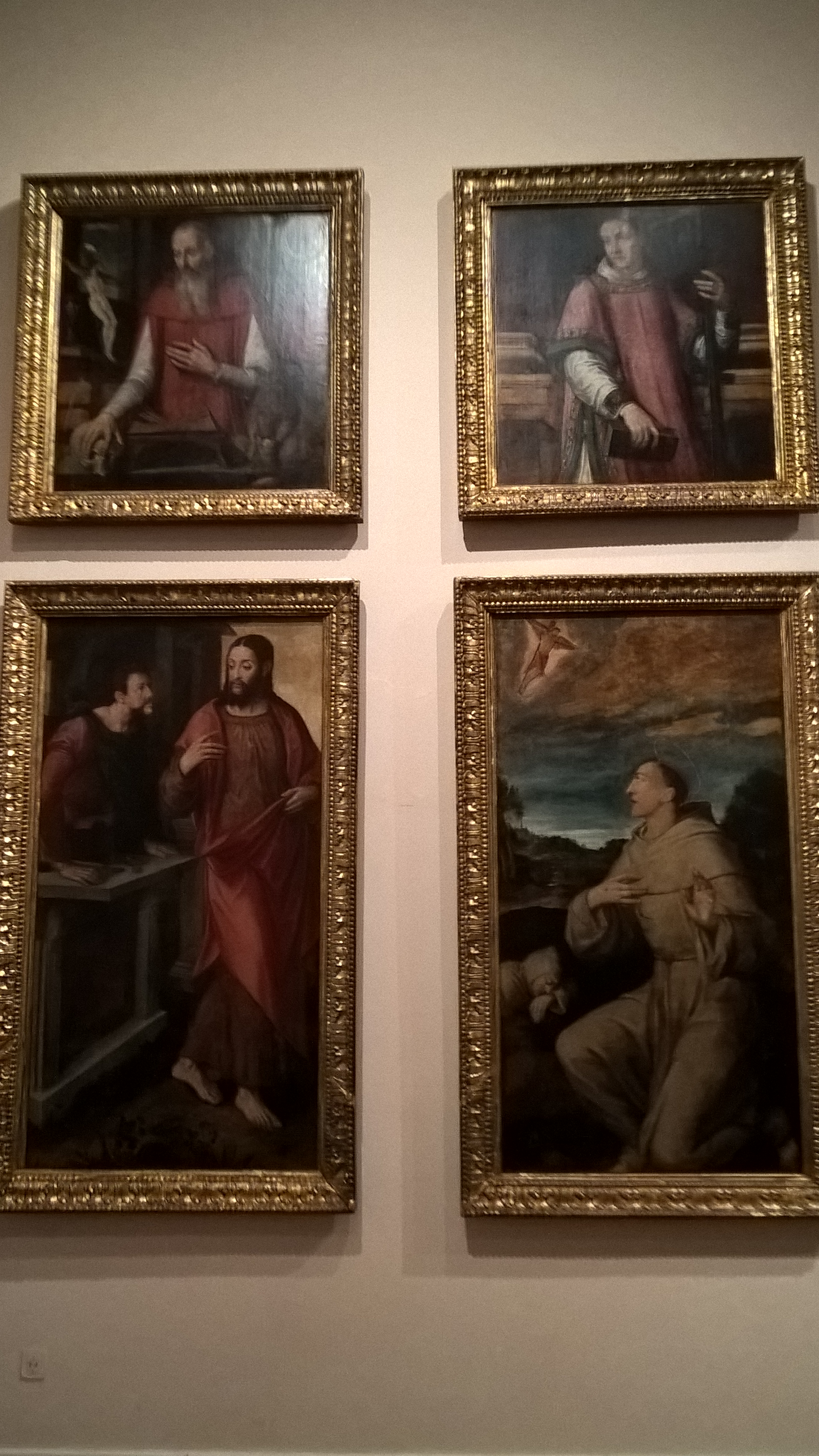
Políptico flamengo do Altar de S. António. São Lourenço está no canto superior direito.

A pintura São Lourenço com dimensão semelhante à anterior, representa o mártir e um dos primeiros diáconos da Igreja Católica em Roma São Lourenço.
São Lourenço está de pé vestindo a dalmática de diácono e segurando com a mão direita um livro e com a outra a grelha que foi o instrumento do seu martírio. O rosto apresenta-se sereno e contemplativo, assemelhando-se ao de São Francisco, e as mãos estão particularmente bem desenhadas. A dalmática tem padrão geométrico e é orlada de pérolas e cabochões e a alva tem também decoração nos punhos.
O Santo está situado num interior definido por elementos arquitectónicos simples como a base de uma coluna.

### São Francisco recebendo os estigmas
A São Francisco recebendo os estigmas representa o episódio homónimo da vida de São Francisco.
O Santo tem um joelho em terra e a outra perna flectida, o corpo a três quartos e o rosto de perfil em torção, apresentando os estigmas das mãos, a direita a apontar para o coração e o braço esquerdo aberto numa atitude de aceitação. Dirige o olhar para a imagem do Crucificado com asas de serafim que aparece envolto num halo luminoso no canto superior esquerdo. Os olhos levantados e fixos do Santo e a sua boca entreaberta são um exemplo do domínio da linguagem do assombro. O episódio decorreu no Monte Penna, na presença de Frei Leão adormecido, tal como sucedeu aos Apóstolos na agonia de Cristo no Jardim das Oliveiras.
Em fundo, numa paisagem iluminada pela luz do fim do dia vêm-se os meandros de um rio, uma ponte, casas e a torre sineira de uma igreja. Para Isabel Santa Clara, das pinturas deste Políptico é nesta que a paisagem tem maior importância o que se justifica pelas exigências narrativas, mesmo sendo dada destaque à figura e a retórica dos seus gestos, numa eficaz representação da experiência visionária.

## História e apreciação
O altar actualmente dedicado a Santo António foi criado no início do século XVI a expensas do nobre Álvaro de Ornelas Savedra e da sua segunda mulher Branca Fernandes de Abreu, os quais estão sepultados em frente dele, mas não se conhece documentação relativa às obras desta capela. Este casal fez testamento, em 1517, tendo atribuído para o serviço desta capela/altar o montante anual de 10.000 réis para missas, cera e outros custos. A administração da capela ficou a cargo filho do casal, Jerónimo de Ornelas de Abreu, e dos seus descendentes que governaram ("sargentosmores") o Machico.:219

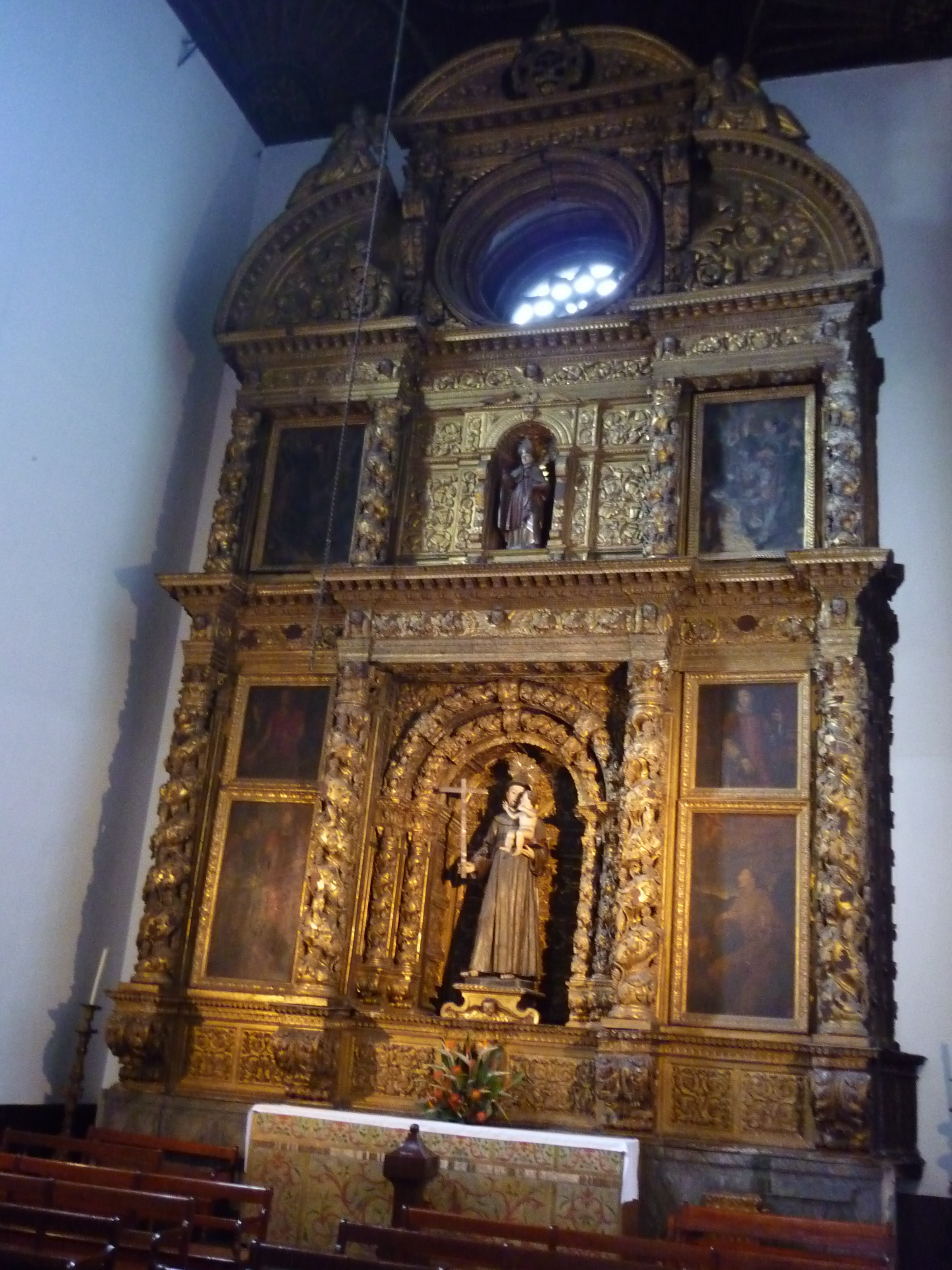
Retábulo do Altar de Santo António na Sé Catedral do Funchal

O retábulo na forma actual de talha dourada é do final do século XVII, ou início do século XVIII, havendo em 1697 o envio de 100.000 réis pelo Conselho da Fazenda para ajuda da obra do retábulo, mas além de duas pinturas sobre tela contemporâneas desta campanha de obras, foram integradas as quatro pinturas sobre madeira mais antigas, todas da mesmo pintor ou oficina flamenga.
Pita Ferreira diz serem as quatro pinturas de valor e enquadra-as numa escola portuguesa sendo de opinião que estes quadros têm como proveniência o primitivo altar instituído no primeiro quarto do século XVI, não estando directamente relacionadas com a iconografia de Santo António. Considera a possibilidade de, tal como se verificou no outro altar do transepto e em frente deste, se tratarem de obras proveniente da oficina de Michael Coxcie.:219:220
Também Eduardo Pereira as considera «de real merecimento», destacando o S. Jerónimo, «de não menor valia que a célebre tábua do Museu das Janelas Verdes». Cayola Zagallo situa-as cronologicamente no século XVI, e sublinha «o real mérito artístico» de S. Francisco recebendo os estigmas com o seu fundo de paisagem.
Para Isabel Santa Clara, as quatro pinturas exemplificam uma linguagem de contenção na clara identificação dos Santos. E na falta de prova documental ou laboratorial, e baseada apenas na comparação estilística, considera que pelas suas características, aliando reminiscências de modelos italianos ao tipo de execução flamengo, se podem colocar na lista das obras atribuíveis à oficina de Michael Coxcie.